# Der heimliche Aufmarsch
Der heimliche Aufmarsch ist ein Gedicht von Erich Weinert, welches er 1927 schrieb. Es wurde 1929 von Wladimir Vogel anlässlich des ersten internationalen Antikriegstages vertont.
Hanns Eisler vertonte es 1931 neu und ließ es von Ernst Busch u. a. auf Kundgebungen der KPD vortragen. In dieser Version, in der es seine größte Bekanntheit erlangte, singt Ernst Busch es am Schluss des Filmes Niemandsland von Victor Trivas aus dem Jahr 1931. Die Komposition von Eisler ist erstmals auf einem Liedblatt mit Klavierbegleitung als Beilage der Zeitschrift „Kampfmusik“, Organ der revolutionären Arbeitersänger und -musiker Deutschlands, 2/1931, veröffentlicht worden. Wladimir Vogel hat die Verse Weinerts für gemischten Chor komponiert, die einzelnen Chorstimmen sind im Druck erschienen. Ende 1930 gab das „Versandhaus Arbeiter-Kult“ eine Schallplatte mit der Komposition von Vogel heraus, auf der Erich Weinert das Gedicht selbst vorträgt.
Ernst Busch nahm dieses Lied unter einigen Abänderungen in sein Spanienliederbuch auf.

## Inhalt
Das Lied beschreibt eine Verschwörung der „Kriegsminister“, der „Kohle- und Stahlproduzenten“ und der „chemischen Kriegsproduktion“ unter dem Schlachtruf „für Nation und Rasse“ zu einem kriegerischen Angriff auf die Sowjetunion. Es ruft im Refrain die Arbeiter weltweit zum Widerstand und zur Revolution auf, um diesem Angriff zuvorzukommen. Aus der Asche dieses Kampfes werde die „sozialistische Weltrepublik“ entstehen. In einer späteren Textversion bezog Weinert auch die Gefahr eines Atomkrieges ein. Die Zeilen dazu lauten: „Entreißt die Atome den Militaristen / eh alle Länder in Brand!“

## Liedtext
| Deutsches Original |
| --- |
| Es geht durch die Welt ein Geflüster Arbeiter, hörst du es nicht? Das sind die Stimmen der Kriegsminister Arbeiter, hörst du sie nicht!? Es flüstern die Kohle- und Stahlproduzenten Es flüstert die chemische Kriegsproduktion Es flüstert von allen Kontinenten Mobilmachung gegen die Sowjetunion! Refrain: Arbeiter, Bauern, nehmt die Gewehre Nehmt die Gewehre zur Hand Zerschlagt die faschistischen Räuberheere Setzt eure Herzen in Brand! Pflanzt eure roten Banner der Arbeit Auf jeden Acker, auf jede Fabrik 𝄆 Dann steigt aus den Trümmern der alten Gesellschaft Die sozialistische Weltrepublik! 𝄇 Arbeiter horch, sie ziehn ins Feld Und schreien für Nation und Rasse! Das ist der Krieg der Herrscher der Welt Gegen die Arbeiterklasse Denn der Angriff gegen die Sowjetunion Ist der Stoß ins Herz der Revolution! Und der Krieg der jetzt durch die Länder geht Ist der Krieg gegen dich, Prolet! <Refrain> |